# Цереалии
Цереалия или цериалия (лат. cerealia) — древнеримский праздник и игры в честь богини плодородия и земледелия Либеры, богини урожая Цереры и бога Либера.
Проводились с 12 апреля и продолжались восемь дней. В жертву приносились медовые соты, плоды, свиньи. Римляне устраивали праздничные трапезы, приглашая всех проходящих, чтобы умилостивить Цереру. С III века до н. э. известны игры, также посвящённые Церере (лат. ludi Ceriales) в Большом цирке.